# Проти темряви
«Проти темряви» (англ. Against the Dark) — американський постапокаліптичний бойовик і фільм жаху 2009 р. режисера Річарда Крудо. У головній ролі — Стівен Сігал.
У постапокаліптичному світі, зруйнованому хворобою, що перетворює людей на заражених, сильно нагадуючих вампірів, Сігал грає Тао, лідера загону колишніх військовиків-дружинників, які намагаються знайти і врятувати групу виживанців у пастці в лікарні. Перший фільм жаху Стівена Сігала.
Фільм випущений прямо на відео 10 лютого 2009, перший реліз Сігала 2009.

## Сюжет
Фільм починається показом, що епідемічне захворювання підірвало людство, перетворюючи майже всіх на кровожерних інфікованих, які сильно нагадують вампірів. За оповідачем, ніякого відомого лікування не існує, небагато тих, хто вижив, залишили боротьбу «проти темряви». Перші кілька сцен використовуються для розвитку головних героїв, Сігал грає крутого хлопця, відповідального за групу мисливців на вампірів.
Ті, хто вижив у лікарні, показані боягузливими, ізольованими та недовірливими. Тао — їхня остання надія.

## Ролі
- Стівен Сігал — Тао
- Таноай Рід — Тагарт
- Дженна Харрісон — Дороті
- Денні Мідвінтер — Морган
- Емма Катервуд — Амелія
- Стівен Каган — Ріккі
- Даніель Персіваль — Ділан
- Скай Беннетт — Шарлотта
- Лінден Ешбі — Кросс
- Кіт Девід — лейтенант Вотерс

## Критика
Рейтинг фільму на сайті IMD становить 3,2/10.